# Neoacarus occidentalis
Neoacarus occidentalis är en kvalsterart som beskrevs av Cook 1968. Neoacarus occidentalis ingår i släktet Neoacarus och familjen Neoacaridae. Inga underarter finns listade i Catalogue of Life.